# Tarchonanthoideae
Tarchonanthoideae je potporodica glavočika opisana 2020. g. Sastoji se od dva tribusa,  sa tri roda, a ime je dobila po rodu tarhonantus (Tarchonanthus), mirisnim, vazdazelenim grmovima i drveću.
Prema drugima tribusi ove potporodice, Oldenburgieae i Tarchonantheae dio su potporodice Carduoideae.

## Tribusi i rodovi
1. Tribus Oldenburgieae S. Ortiz
  1. Oldenburgia Less. (4 spp.)
2. Tribus Tarchonantheae (Cass.) S. C. Keeley & R. K. Jansen
  1. Brachylaena R. Br. (12 spp.)
  2. Tarchonanthus L. (6 spp.)